# CFU Club Championship 1997
CFU Club Championship 1997 var den första säsongen av Karibiens klubbmästerskap. Turneringen hölls mellan 7 juli och 2 augusti 1997 i Jamaica och Trinidad och Tobago. Turneringen vanns av United Petrotrin, från Trinidad och Tobago, som i finalen besegrade Seba United, från Jamaica, med 2–1 efter förlängning. United Petrotrin kvalificerade sig för Concacaf Champions' Cup 1997 i och med finalvinsten.

## Gruppspel

### Grupp A
| Nr | Lag                       | S | V | O | F | GM | IM | MS  | P |
| -- | ------------------------- | - | - | - | - | -- | -- | --- | - |
| 1  | United Petrotrin          | 3 | 3 | 0 | 0 | 14 | 1  | +13 | 9 |
| 2  | Notre Dame                | 3 | 1 | 1 | 1 | 2  | 5  | −3  | 4 |
| 3  | L'Etoile de Morne-à-l'Eau | 3 | 0 | 2 | 1 | 2  | 8  | −6  | 2 |
| 4  | Omai Gold Seekers         | 3 | 0 | 1 | 2 | 1  | 5  | −4  | 1 |

|  | 16 juli 1997 | L'Etoile de Morne-à-l'Eau | 0 – 0 | Notre Dame |                                      |  |
|  |              |                           |       |            | Pointe-à-Pierre, Trinidad and Tobago |  |
|  |              |                           |       |            |                                      |  |
|  |              |                           |       |            |                                      |  |

|  | 16 juli 1997 | United Petrotrin                   | 2 – 0   | Omai Gold Seekers |                                      |                                      |
|  |              | Dexter Cyrus 8′ Philbert Jones 89′ | (1 – 0) |                   | Pointe-à-Pierre, Trinidad and Tobago | Pointe-à-Pierre, Trinidad and Tobago |
|  |              |                                    |         |                   | Pointe-à-Pierre, Trinidad and Tobago | Pointe-à-Pierre, Trinidad and Tobago |
|  |              |                                    |         |                   | Pointe-à-Pierre, Trinidad and Tobago | Pointe-à-Pierre, Trinidad and Tobago |

|  | 18 juli 1997 | Notre Dame         | 2 – 0   | Omai Gold Seekers |                                      |                                      |
|  |              | Riley 14′ Hall 51′ | (1 – 0) |                   | Pointe-à-Pierre, Trinidad and Tobago | Pointe-à-Pierre, Trinidad and Tobago |
|  |              |                    |         |                   | Pointe-à-Pierre, Trinidad and Tobago | Pointe-à-Pierre, Trinidad and Tobago |
|  |              |                    |         |                   | Pointe-à-Pierre, Trinidad and Tobago | Pointe-à-Pierre, Trinidad and Tobago |

|  | 18 juli 1997 | United Petrotrin                                                                               | 7 – 1   | L'Etoile de Morne-à-l'Eau |                                      |                                      |
|  |              | Dexter Francis 13′ (str.) Dexter Cyrus 14′, 60′, 66′ Philbert Jones 75′, 77′ Peter Prosper 88′ | (2 – 1) | 29′ Oliver                | Pointe-à-Pierre, Trinidad and Tobago | Pointe-à-Pierre, Trinidad and Tobago |
|  |              |                                                                                                |         |                           | Pointe-à-Pierre, Trinidad and Tobago | Pointe-à-Pierre, Trinidad and Tobago |
|  |              |                                                                                                |         |                           | Pointe-à-Pierre, Trinidad and Tobago | Pointe-à-Pierre, Trinidad and Tobago |

|  | 20 juli 1997 | L'Etoile de Morne-à-l'Eau | 1 – 1   | Omai Gold Seekers |                                      |                                      |
|  |              | Bruno 43′                 | (1 – 0) | 59′ Babb          | Pointe-à-Pierre, Trinidad and Tobago | Pointe-à-Pierre, Trinidad and Tobago |
|  |              |                           |         |                   | Pointe-à-Pierre, Trinidad and Tobago | Pointe-à-Pierre, Trinidad and Tobago |
|  |              |                           |         |                   | Pointe-à-Pierre, Trinidad and Tobago | Pointe-à-Pierre, Trinidad and Tobago |

|  | 20 juli 1997 | United Petrotrin                                                             | 5 – 0   | Notre Dame |                                      |                                      |
|  |              | Peter Prosper 5′ Sherwyn Julien 44′ Dexter Cyrus 48′ Philbert Jones 64′, 89′ | (2 – 0) |            | Pointe-à-Pierre, Trinidad and Tobago | Pointe-à-Pierre, Trinidad and Tobago |
|  |              |                                                                              |         |            | Pointe-à-Pierre, Trinidad and Tobago | Pointe-à-Pierre, Trinidad and Tobago |
|  |              |                                                                              |         |            | Pointe-à-Pierre, Trinidad and Tobago | Pointe-à-Pierre, Trinidad and Tobago |

### Grupp B
|  | 23 juli 1997 | Seba United            | 2 – 3/2 – 0 | Franciscain                                   |                      |                      |
|  |              | Stephen Malcolm ?′, ?′ | (? – ?)     | ?′ Jean-Claude Fernelt ?′ Erick Jean Louis ?′ | Montego Bay, Jamaica | Montego Bay, Jamaica |
|  |              |                        |             |                                               | Montego Bay, Jamaica | Montego Bay, Jamaica |
|  |              |                        |             |                                               | Montego Bay, Jamaica | Montego Bay, Jamaica |

|  | 25 juli 1997 | Franciscain                              | 2 – 1   | Transvaal  |                      |                      |
|  |              | Jean-Claude Fernelt ?′ (str.) Civault ?′ | (? – ?) | ?′ Tjuaton | Montego Bay, Jamaica | Montego Bay, Jamaica |
|  |              |                                          |         |            | Montego Bay, Jamaica | Montego Bay, Jamaica |
|  |              |                                          |         |            | Montego Bay, Jamaica | Montego Bay, Jamaica |

|  | 27 juli 1997 | Seba United                | 2 – 0   | Transvaal |                      |                      |
|  |              | McFarlane ?′ Paul Davis ?′ | (? – 0) |           | Montego Bay, Jamaica | Montego Bay, Jamaica |
|  |              |                            |         |           | Montego Bay, Jamaica | Montego Bay, Jamaica |
|  |              |                            |         |           | Montego Bay, Jamaica | Montego Bay, Jamaica |

## Final
|  | 2 augusti 1997 | United Petrotrin                     | 0000 2 – 1 (e.fl.) | Seba United    |  |  |
|  |                | Peter Prosper 44′ Philbert Jones 95′ |                    | 56′ Brian Hill |  |  |
|  |                |                                      |                    |                |  |  |
|  |                |                                      |                    |                |  |  |